# Santi Vendrell
Santi Vendrell es el nombre artístico de Santiago Vendrell Palazón (San Baudilio de Llobregat, Barcelona, 22 de noviembre de 1959), cantautor en lengua catalana.

## Trayectoria artística
A mediados de los años 70 forma un dúo con Miquel Murga, con el nombre "Miquel i Santi", graban un sencillo en 1979 con un tema propio Salpar de tardor y un poema de Miquel Martí i Pol ("Romanço").
Más tarde, Santi Vendrell inicia en solitario su trayectoria en la canción de autor en 1981 con su primer disco de título Un quadre antic (Un cuadro antiguo) editado por Edigsa. Con sus composiciones propias de corte romántico en 1982 ya publica su segundo disco de título Secrets del cor (Secretos del corazón), pero su máxima popularidad y cifras de ventas de discos las consigue en 1984 con su disco Negre i blanc (Negro y blanco) con su estilo de canción de autor sentimental y despolitizada.
Más tarde publica otros discos pero ya sin el éxito del anterior, como DarrerE el glaç (Detrás del hielo) en 1985, Dia a dia (Día a día) en 1986, Mediterrània (Mediterráneo) en 1988, Oblida´m si no em vols (Olvídame si no me quieres) en 1990 y Molt personal (Muy personal) en 1993. Antes de retirarse y dedicarse a otros negocios, en 2001 edita un último disco en directo Concert acústic (Concierto acústico) en el que canta canciones propias y algunos éxitos de reconocidos autores de la Nova cançó.
Santi Vendrell reaparece con su décimo disco como cantautor en 2009 con un nuevo trabajo con canciones inéditas que lleva por título Parlem-ne (Hablemos de ello) en una etapa de mayor madurez como compositor e intérprete.

## Discografía[6]
- Un quadre antic (1981)
- Secrets del cor (1982)
- Negre i blanc (1984)
- Darrera el glaç (1985)
- Día a día (1986)
- Mediterrània (1988)
- Oblida´m si no em vols (1990)
- Molt personal (1993)
- Concert acústic (2001)
- Parlem-ne (2009)